# Моцарт и соль минор
Соль минор (g-moll) считается тональностью, с помощью которой Вольфганг Амадей Моцарт наилучшим образом выражал грусть и трагедию.
Множество моцартовских минорных произведений написано именно в соль миноре. Хотя в своих симфониях Моцарт использовал различные минорные тональности, но соль минор — единственная минорная тональность, которую он использовал в качестве основной для своих симфоний, имеющих номер. В классический период симфонии в соль миноре почти всегда использовали четыре валторны, две в G (соль) и две в B (си-бемоле) альтовые.
Другая особенность соль-минорных симфоний, наблюдаемая в его симфониях № 25 и № 40 — это выбор субдоминанты параллельной тональности (B-dur), ми-бемоль мажора, для медленной части. Другие немоцартовские примеры этой практики включают Иоганна Кристиана Баха Opus 6 № 17 от 1769 года, симфонию № 39 Гайдна (1768/69) и соль-минорную симфонию Яна Крштитела Ваньхаля, написанную примерно в 1771 году (Брайан Gm1).
Отдельные фрагменты сочинений Моцарта в этой тональности также могут вызывать атмосферу великой трагедии. Одним из примеров подобного является бушующая соль-минорная средняя часть, служащая контрастом к безмятежной си-бемоль мажорной медленной в Концерте для фортепиано с оркестром № 20.

## Список произведений
Список произведений и их частей, написанных Моцартом в соль миноре:
- Бог — наше убежище[англ.], К. 20
- Анданте из Симфонии № 5, К. 22
- Фуга соль минор, К. 154 (385k) (Орган)
- Аллегро из струнного квартета № 6[англ.], К. 159
- Симфония № 25, К. 183/173db
- «Vorrei punirti Indegno» из оперы «Мнимая садовница», K. 196
- «Agnus Dei» из Missa Brevis № 9[англ.], K. 275 / 272b
- Аллегро соль минор, К. 312 / 590d (в форме сонаты)
- 6 Вариаций соль минор на тему «Helas, j'ai perdu mon amant»[англ.], К. 360 (скрипка и фортепиано)
- Andante con moto из скрипичной сонаты ми-бемоль мажор, К. 380
- Фуга соль минор, К. 401 / 375е (орган)
- Andante un poco sostenuto из фортепианного концерта № 18, К. 456
- Der Zauberer, K. 472
- Фортепианный квартет № 1[англ.], К. 478
- Струнный квинтет соль минор[англ.], К. 516
- Симфония № 40, К. 550
- «Ach, ich fühl’s» из «Волшебной флейты», К. 620